# Liste der Handwaffen der SADF

Dienstflagge der SADF

Diese Liste stellt die Handwaffen der South African Defence Force bis zu ihrer Umwandlung in die SANDF im Jahre 1994 vor. Verwendet werden die Bezeichnungen der Waffen, unter denen sie bei der SADF geführt wurden. Die Reihenfolge richtet sich nach dem Einführungsjahr, erkennbar sind hierbei die durch das Embargo (Resolution 418 des UN-Sicherheitsrates) notwendig gewordenen südafrikanischen Eigenkonstruktionen seit Anfang der 1980er Jahre.

## Pistolen
| Bezeichnung | Bild | Herkunftsland       | Kaliber   | Bemerkung                                                                                                  |
| ----------- | ---- | ------------------- | --------- | --- |
| Star B      |      | Francoist Spain     | 9 × 19 mm | Spanische Version des Colt M1911 in 9 mm Para.                                                             |
| LIW Z88     |      | Italien / Südafrika | 9 × 19 mm | Lizenzversion der Beretta 92. Gebaut von Lyttelton Ingenieurswerke (LIW), Pretoria. Ersatz für die Star B. |
| LIW SP1     |      | Südafrika           | 9 × 19 mm | Eigenkonstruktion. Gebaut von Lyttelton Ingenieurswerke (LIW), Pretoria. Ersatz für die Star B.            |

## Maschinenpistolen
| Bezeichnung | Bild | Herkunftsland | Kaliber   | Bemerkung                                                    |
| ----------- | ---- | ------------- | --------- | ------------------------------------------------------------ |
| IMI Uzi     |      | Israel        | 9 × 19 mm | Gefertigt von Israel Military Industries (IMI)               |
| Milkor BXP  |      | Südafrika     | 9 × 19 mm | Eigenkonstruktion von Milkor. Im Bestand der SADF seit 1984. |

## Gewehre
| Bezeichnung | Bild | Herkunftsland       | Kaliber           | Bemerkung |
| ----------- | ---- | ------------------- | ----------------- | --- |
| Lee-Enfield |      | Großbritannien      | .303 British      | Wurde noch bis 1994 von der Staatspresidentswag (Wachbataillon des Staatspräsidenten) für zeremonielle Aufgaben verwendet                  |
| FN R1       |      | Belgien / Südafrika | 7,62 × 51 mm NATO | Lizenzversion des FN FAL. Version R2 mit Klappschaft und Version R3 nur Einzelfeuer. Gebaut von Lyttelton Ingenieurswerke (LIW), Pretoria. |
| LIW R4      |      | Israel / Südafrika  | 5,56 × 45 mm NATO | Lizenzversion des IMI Galil. Gekürzte Version als R5. Gebaut von Lyttelton Ingenieurswerke (LIW), Pretoria.                                |

## Maschinengewehre
| Bezeichnung           | Bild | Herkunftsland  | Kaliber                                 | Bemerkung |
| --------------------- | ---- | -------------- | --------------------------------------- | --- |
| Vickers Gun           |      | Großbritannien | 7,62 × 51 mm NATO                       | Originalwaffe im Kaliber .303 British. Von LIW auf Kaliber 7,62 umgerüstet. Im Einsatz bis in die 1990er Jahre.                               |
| Bren Gun              |      | Großbritannien | 7,62 × 51 mm NATO                       | Originalwaffe im Kaliber .303 British. Von LIW auf Kaliber 7,62 umgerüstet. Verwendet mit geradem Magazin des FN FAL.                         |
| Browning M2           |      | USA            | 12,7 × 99 mm NATO                       | |
| Browning MG4          |      | USA            | 7,62 × 51 mm NATO                       | Originalwaffe im Kaliber .30-06 Springfield. Von LIW auf Kaliber 7,62 umgerüstet. Vor allem als Turmwaffe auf Fahrzeugen.                     |
| FN MAG                |      | Belgien        | 7,62 × 51 mm NATO                       | Ersatz für das Bren. |
| LIW SS-77 und Mini-SS |      | Südafrika      | 7,62 × 51 mm NATO und 5,56 × 45 mm NATO | Ergänzung zum FN MAG, da dieses Aufgrund des Waffenembargos nicht geliefert werden konnte. Mini-SS: Umrüstsatz für das SS-77 im Kaliber 5,56. |

## Panzerabwehrwaffen
| Bezeichnung          | Bild | Herkunftsland | Kaliber | Bemerkung                                                                        |
| -------------------- | ---- | ------------- | ------- | -------------------------------------------------------------------------------- |
| M40 recoilless rifle |      | USA           | 105 mm  |                                                                                  |
| Denel FT5            |      | Südafrika     |         |                                                                                  |
| RPG-7                |      | UdSSR         |         | In großer Anzahl im Südafrikanischen Grenzkrieg erbeutet und in Dienst gestellt. |